# Battaglia di Bardia
La battaglia di Bardia fu combattuta per tre giorni tra il 2 e il 5 gennaio 1941, come parte dell'operazione Compass, la prima operazione militare della campagna del Nordafrica nella seconda guerra mondiale. Fu la prima battaglia della guerra alla quale prese parte una formazione dell'Esercito australiano, la prima comandata da un generale australiano e pianificato da staff australiano. La 6ª Divisione australiana del generale Iven Mackay assaltò la fortezza italiana di Bardia, in Libia, assistita da supporto aeronavale e sotto la copertura del fuoco d'artiglieria. La 16ª Brigata australiana attaccò all'alba da ovest, dove le difese erano ritenute deboli. I genieri aprirono dei varchi nel filo spinato con i siluri bangalore, riversandosi nei varchi stessi e smantellando le sponde dei fossati anticarro con picconi e badili. In questo modo permisero alla fanteria e a 23 carri Matilda II, del 7º Reggimento reale carri, di penetrare nella fortezza e catturare tutti i loro obiettivi, inclusi 8 000 prigionieri.
Nella seconda fase dell'operazione, la 17ª Brigata di fanteria australiana sfruttò la breccia fatta nel perimetro difensivo e proseguì a sud fino ad una seconda linea difensiva conosciuta come Switch Line. Il secondo giorno, essa e la 16ª Brigata australiana catturarono la cittadina di Bardia, tagliando le fortificazioni nemiche in due. Migliaia di prigionieri furono presi e la guarnigione italiana ora manteneva il controllo solo della parte più a nord e a sud della fortezza. Il terzo giorno, la 19ª Brigata avanzò verso sud da Bardia, supportata dai carri Matilda, ridotti ad un gruppo di sei elementi. La loro avanzata permise alla 17ª Brigata di ottenere anch'essa dei progressi e alle due brigate di ridurre ulteriormente il settore meridionale della fortezza. Nel frattempo, la guarnigione italiana nel nord si arrese alla 16ª Brigata e al Gruppo di supporto della 7ª Divisione corazzata britannica. In tutto, furono fatti circa 36 000 prigionieri italiani.
La vittoria a Bardia permise alle forze Alleate di continuare l'avanzata in Libia e infine di catturare quasi tutta la Cirenaica. A sua volta, tutto ciò portò all'intervento tedesco in Nordafrica, cambiando la natura del conflitto in quel teatro di battaglia. La battaglia di Bardia crebbe la competenza e la reputazione dell'esercito australiano.

## Antefatti e territorio

### Invasione italiana dell'Egitto

Area dell'Operazione Compass dal dicembre 1940 al febbraio 1941.

L'Italia dichiarò guerra al Regno Unito il 10 giugno 1940. Ai confini orientali della colonia italiana della Libia vi era il Regno d'Egitto. Anche se era un paese neutrale, l'Egitto era occupato dai britannici sotto i termini del trattato anglo-egiziano del 1936, che concedeva agli inglesi di occupare militarmente il paese se il canale di Suez fosse minacciato. Una serie di raid cominciarono oltre i confini con schermaglie lungo la frontiera tra Libia ed Egitto. Il 13 settembre 1940, una consistente forza italiana avanzò attraverso la frontiera libico-egiziana, raggiungendo Sidi Barrani, il 16 settembre, dove l'avanzata si fermò finché non furono risolte alcune difficoltà logistiche.
La posizione dell'Italia al centro del mar Mediterraneo trasformò in un azzardo inaccettabile inviare navi dalla Gran Bretagna fino al Medio Oriente, attraverso il Mediterraneo stesso, così i britannici inviarono i rifornimenti e i rinforzi circumnavigando l'Africa. Per questa ragione, fu ritenuto più conveniente inviare al Middle East Command (Comando del Medio Oriente) del generale Archibald Wavell truppe dall'Australia, dalla Nuova Zelanda e dall'India britannica. Nonostante tutto, anche quando il Regno Unito era minacciato dall'imminente invasione tedesca, dopo la campagna di Francia e l'urgente necessità di re-equipaggiare la Forza di spedizione britannica dopo l'evacuazione di Dunkerque, i rinforzi continuarono a giungere al Middle East Command. Un convoglio partito dal Regno Unito nell'agosto 1940 portò in Egitto armi, provviste, munizioni e tre reggimenti corazzati, incluso il 7º Reggimento Reale Carri, equipaggiato con i carri Matilda II.
Il 9 dicembre 1940, la Western Desert Force, sotto il comando del generale Richard O'Connor, attaccò gli italiani a Sidi Barrani. Le posizioni nemiche furono catturate, furono fatti 38 000 prigionieri e gli italiani rimanenti furono fatti arretrare. La Forza britannica spinse gli italiani fino in Libia e la 7ª Divisione Corazzata britannica si posizionò a ovest di Bardia, tagliando fuori le comunicazioni tra la guarnigione di Bardia stessa e la città di Tobruk. L'11 dicembre, Wavell decise di ritirare la 4ª Divisione indiana e inviarla in Sudan per partecipare alla campagna dell'Africa Orientale. La 6ª Divisione australiana del generale Mackay fu inviata dall'Egitto a rimpiazzare gli indiani. Mackay assunse il comando dell'area il 21 dicembre 1940.

### Geografia
Diversamente dal deserto egiziano, le porzioni di costa del deserto libico sono rocciose più che sabbiose ma non meno aride e possiedono una ridotta vegetazione. Vicino alla costa, il terreno è rotto dagli uadi. I veicoli militari potevano attraversare questo territorio senza troppe difficoltà, anche se il calore, la polvere e il vento causavano un rapido deterioramento degli stessi. Dato che il paese era molto poco popolato, le bombe e i proiettili esplosivi potevano essere usati con un rischio minimo per i civili. Le notti invernali potevano essere fresche, nonostante il giorno fosse ancora insopportabilmente caldo. Non vi era quasi cibo né acqua ed erano comunque poco protetti dal freddo, dal caldo e dal vento. Il deserto era, inoltre, libero da malattie.

## Pianificazione e preparazione

### Italia
Dopo il disastro a Sidi Barrani e la ritirata dall'Egitto, il XXIII Corpo d'armata del generale Annibale Bergonzoli si scontrò con i britannici alle resistenti difese di Bardia. Mussolini scrisse a Bergonzoli: "Vi ho dato un compito difficile ma perseguibile dal Vostro coraggio e dalla Vostra esperienza da vecchio e intrepido soldato - il compito di difendere la fortezza di Bardia fino all'ultimo. Sono certo che la 'Barba Elettrica' e i suoi impavidi soldati resisteranno ad ogni costo, leali fino all'ultimo." Bergonzoli replicò: "Sono consapevole di questo onore e ho riportato oggi alle mie truppe il Vostro messaggio - semplice ed inequivocabile. A Bardia siamo e ci resteremo."
Bergonzoli aveva approssimativamente 45 000 uomini sotto il suo comando. Il settore settentrionale (Gerfah) era difeso dalla 2ª Divisione CC.NN. "28 ottobre"; il settore centrale (Ponticelli) dalla 1ª Divisione CC.NN. "23 marzo" e da elementi della 62ª Divisione fanteria "Marmarica"; il settore meridionale (Mereiga) dalla 63ª Divisione fanteria "Cirene" e dal resto della 62ª Divisione. Bergonzoli poteva contare anche sui restanti membri della disciolta 64ª Divisione fanteria "Catanzaro", circa 6 000 uomini della Guardia di Frontiera, tre compagnie di Bersaglieri, parte del reggimento di cavalleria Vittorio Emanuele e una compagnia della 60ª Divisione fanteria "Sabratha".
Queste divisioni erano stanziate a protezione di un perimetro di 29 km con un fossato anticarro, una recinzione di filo spinato e una doppia serie di punti chiave ben difesi. I punti difesi si trovavano più o meno a 750 m di distanza l'uno dall'altro. Ognuno di essi possedeva un proprio fossato anticarro, celato sotto pannelli sottili. Le postazioni italiane erano armate con uno o due cannoni da 47 mm e due o quattro mitragliatrici. Le armi aprivano il fuoco da alcune rientranze in cemento nel terreno, collegate da trincee ad un profondo bunker, sempre di cemento, che offriva protezione dal fuoco d'artiglieria nemica. Tuttavia, le trincee non avevano fasi di fuoco e le postazioni non avevano una copertura dall'alto. Ogni postazione era occupata da un plotone o compagnia. Le postazioni più interne erano costituite allo stesso modo, a parte l'assenza dei fossati anticarro. Le postazioni erano numerate in sequenza da sud a nord, con le postazioni esterne numerate con i numeri pari mentre quelle interne con i dispari. La numerazione era conosciuta agli australiani grazie alle mappe trovate a Sidi Barrani. Nella zona più meridionale vi era una terza linea di postazioni difensive, la Switch Line. Vi erano sei campi minati difensivi e qualche zona minata di fronte ad alcune postazioni italiane. La debolezza più marcata nel sistema difensivo si poteva riscontrare nel momento in cui i nemici fossero riusciti a penetrare nel perimetro: le postazioni infatti potevano essere conquistate così dai due lati in cui non vi erano le trincee.

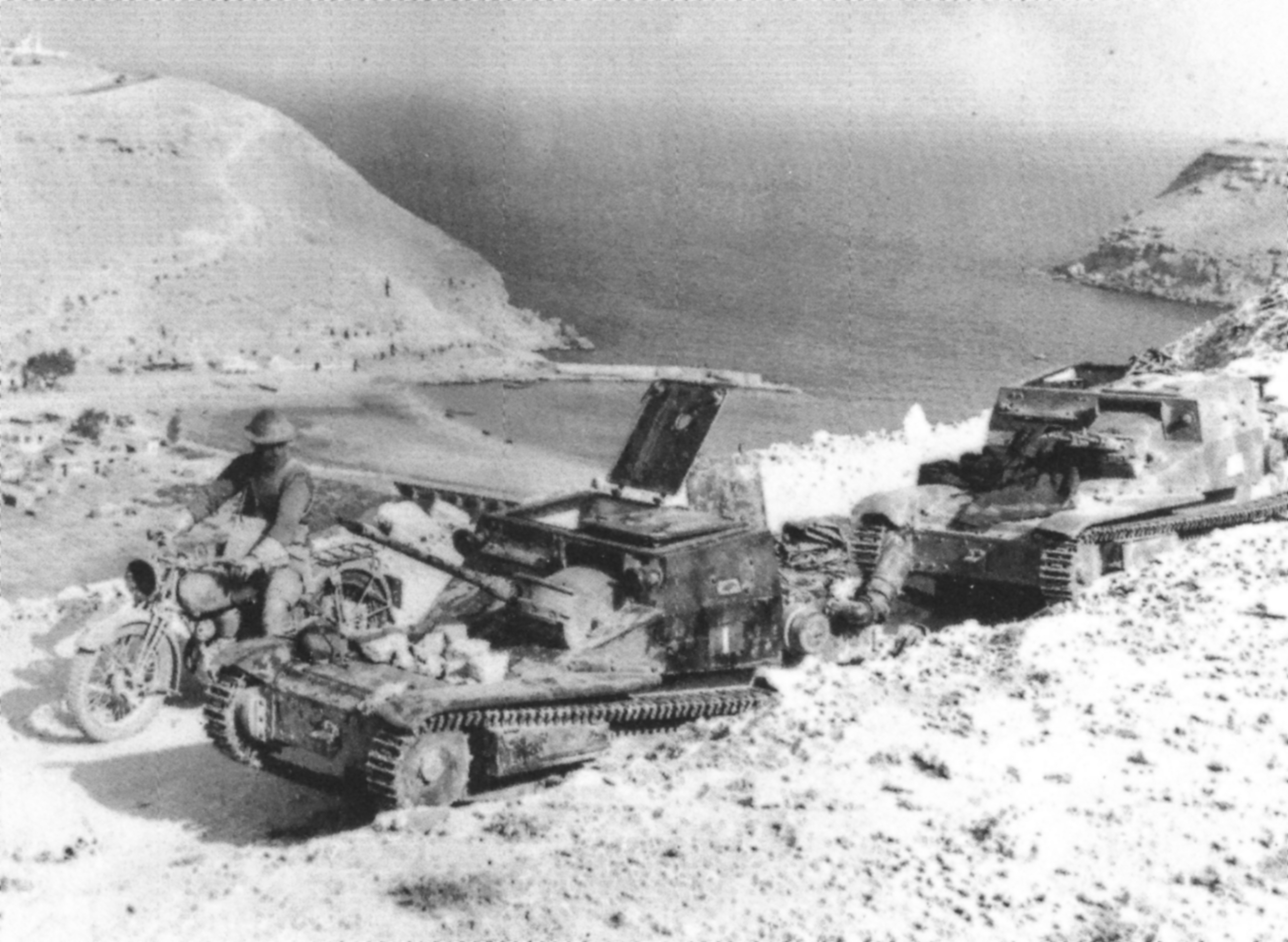
Un CV33 italiano catturato. Sullo sfondo la cittadina di Bardia e il suo piccolo porto.

La difesa era supportata da componenti d'artiglieria che includevano 41 contraeree Breda 20/65 Mod. 1935 da 20 mm, 85 cannoni anticarro da 47 mm, 26 cannoni anticarro Solothurn S-18/1000, 41 cannoni per supporto alla fanteria 65/17 Mod. 1908/1913 da 65 mm, 147 75/32 Mod. 1937(?) da 75 mm e cannoni da campo da 77 mm, 76 Škoda 10 cm Vz. 1914 e SSchneider 105 mm Mle. 1913 da 105 mm, 27 da 120 mm e obici medi škoda 15 cm Vz. 1914 da 149 mm. Il gran numero di modelli d'artiglieria, molti dei quali abbastanza vecchi, crearono difficoltà con i rifornimenti. I cannoni più vecchi erano rivestiti con delle botti che ne minavano l'efficienza. Anche le munizioni erano vecchie e probabilmente circa i due terzi delle spolette erano troppo usurate, causando troppi colpi inesplosi. Vi erano inoltre diversi modelli di mitragliatrici, con sette differenti tipi di munizioni. La Breda Mod. 30, la principale mitragliatrice leggera, aveva un basso rateo di fuoco ed era famosa per incepparsi. La Fiat-Revelli Mod. 1914 fu un'arma ingombrante e complicata, soggetta a interruzioni. Alcune di queste furono rimpiazzate con la Fiat Mod. 14/35 le quali, senza un miglioramento, erano ancora inaffidabili. La principale mitragliatrice pesante, la Breda Mod. 37, aveva i suoi difetti; il principale era l'utilizzo di cartucce da 20 colpi che ne ridusse il rateo di fuoco. La mancanza di materie prime, in accoppiata con la crescente sofisticazione tecnologica delle armi moderne, portarono a problemi di produzione che ridussero i carichi di rifornimento degli equipaggiamenti migliori all'intero Regio Esercito. Per questi motivi, la potenza di fuoco dei difensori italiani fu minore, come l'efficacia, di quanto avrebbero dovuto essere.
Come "riserva mobile" vi erano 13 carri medi M13/40 e 115 CV35. Mentre i CV35 erano di poco valore, gli M13 erano efficaci carri medi con quattro mitragliatrici e una torretta mobile con cannone anticarro da 47 mm, come suo armamento principale che era "in molti modi equivalente a quelli dei veicoli da combattimento corazzati britannici". Tuttavia, le loro corazze potevano essere penetrate dai cannoni Ordnance QF 2 lb britannici e i CV35 non potevano competere con i Matilda britannici come corazza e armamento. Nessun carro a Bardia era equipaggiato con una radio, rendendo un contrattacco coordinato molto difficile da portare a termine.
Bergonzoli sapeva che se Bardia e Tobruk fossero state tenute dagli italiani, un'avanzata britannica in Libia avrebbe sicuramente vacillato sotto il peso delle difficoltà logistiche di mantenere operativa una forza militare nel deserto usando una linea di rifornimento molto estesa. Non conoscendo quanto a lungo avrebbe dovuto resistere, Bergonzoli fu costretto a razionare il cibo e l'acqua così sperando di impedire a O'Connor di far soffrire la fame agli italiani durante l'assedio. Di conseguenza però, la fame e la sete colpirono il morale dei difensori italiani che erano già scossi dopo la sconfitta a Sidi Barrani. Anche le condizioni mediche minarono il morale italiano, in particolare per colpa dei pidocchi e della dissenteria, provocati dalle povere condizioni sanitarie.

### Alleati
La 6ª Divisione australiana nacque nel settembre 1939 come parte della Forza di Spedizione, la Seconda Forza Imperiale australiana. Il Primo ministro dell'Australia Robert Menzies ordinò che tutti i comandi nella divisione fossero inviati ai riservisti anziché agli ufficiali regolari, che fu pubblicamente criticato di difendere la politica di Destra. Questa politica favorì la Royal Australian Navy, la quale ricevette la maggior parte degli investimenti per la difesa nel periodo inter-guerra. Come risultato quando scoppiò la guerra l'equipaggiamento dell'Esercito era ancora quello della prima guerra mondiale e le fabbriche erano in grado di produrre solo armi leggere. Fortunatamente, le loro armi leggere della Grande guerra, il fucile Lee-Enfield, la mitragliatrice Bren e la mitragliatrice Vickers, furono armi solide e affidabili e rimasero in servizio per tutta la guerra. La maggior parte dell'equipaggiamento era obsoleto e doveva essere sostituito ma alle fabbriche fu ordinato di produrre i pezzi d'artiglieria più moderni, come l'Ordnance ML 3 in, l'Ordnance QF 25 lb e i veicoli motorizzati. La 6ª Divisione si addestrò in Palestina e, anche se "vigorosamente e realisticamente", fu tuttavia ostacolata dalla mancanza di equipaggiamenti. Queste mancanze furono gradualmente compensate dall'arrivo delle risorse britanniche. Allo stesso modo, lo Squadrone N.º 3 della Royal Australian Air Force (RAAF) fu inviata nel Medio Oriente senza aerei o equipaggiamento, il quale dovette essere rifornito dalla Royal Air Force britannica, allo stesso modo dei propri squadroni.

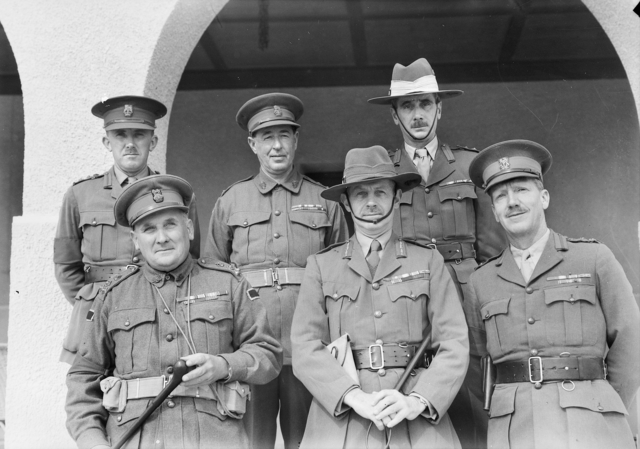
Ufficiali superiori della 6ª Divisione. In prima fila, al centro, il generale Iven Mackay. Tutti e sei questi ufficiali ricevettero la Distinguished Service Order nella prima guerra mondiale.

Nonostante la rivalità tra gli ufficiali regolari e riservisti, lo staff della 6ª Divisione aveva un'organizzazione efficiente. Il generale John Harding, capo dello staff del XIII Corpo britannico, quando la Western Desert Force fu rinominata il 1º gennaio 1941, era uno studente allo Staff College di Camberley assieme al capo dello staff di Mackay, il colonnello Frank Berryman, all'epoca in cui O'Connor era un istruttore allo Staff College. Harding, in seguito, considerò lo staff della 6ª Divisione "buono come ogni altro che incontrai in guerra e altamente efficiente." La dottrina australiana enfatizzò l'importanza dell'iniziativa dei suoi giovani leader e le piccole unità furono addestrate in pattugliamenti aggressivi, in particolare nei pattugliamenti notturni.
Quando la divisione raggiunse le sue posizioni attorno a Bardia nel dicembre 1940, la 6ª Divisione aveva ancora poca esperienza. Essa aveva solo due dei suoi tre reggimenti d'artiglieria e solo il 1º Reggimento da Campo era equipaggiata con i nuovi 25 libbre, giunti solo quel mese. Il 2º Reggimento da Campo era anch'esso equipaggiato con 12 Ordnance QF 18 lb e con 12 Ordnance QF 4,5 in. Solo lo Squadrone A del 6º Reggimento di Cavalleria era a portata di mano, dato che il resto del reggimento era dispiegato nella difesa della frontiera di Giarabub e dell'oasi di Siwa. Il 1º Battaglione Mitraglieri era stato dirottato in Gran Bretagna. Il suo posto fu preso da un battaglione dell'Esercito inglese, il 1º Battaglione Fucilieri Northumberland. Il 1º Reggimento Anticarro fu anch'esso dirottato, in modo che ogni brigata di fanteria avesse una propria compagnia anticarro; gli Ordnance QF 2 lb erano però a corto di rifornimenti e solamente 11 su 27 cannoni erano utilizzabili. I battaglioni di fanteria erano particolarmente a corto di mortai e di munizioni per i fucili anticarro Boys.
Per risolvere questi problemi, O'Connor unì l'Artiglieria della 6ª Divisione, del generale Edmund Herrings, con parte del XIII Corpo d'artiglieria: il 104º Reggimento, la Royal Horse Artillery equipaggiato con 16 pezzi da 25 libbre; il 51º Reggimento da Campo, la Royal Artillery con 24 pezzi e il 7º Reggimento Medio con 2 Ordnance BL 60 lb, 8 BL 6 inch 26 cwt howitzer e 8 Ordnance BL 6 in. Vi erano inoltre due reggimenti anticarro, il 3º e il 106º Reggimento, equipaggiati con cannoni da 2 libbre e con dei Bofors 37 mm.
Le postazioni italiane erano localizzate usando il suono provocato dai loro cannoni dal 6º Reggimento Sorveglianza, Royal Artillery. Queste posizioni comunicavano la loro stessa locazione aprendo il fuoco sulle pattuglie australiane, che si aggiravano nella zona di notte, mappando gli ostacoli anticarro e il filo spinato. Le fotografie aeree delle posizioni italiane furono scattate dagli aerei Westland Lysander dello Squadrone N.º 208 della RAF, scortati dai biplani da caccia Gloster Gladiator dello Squadrone N.º 3 della RAAF. L'Intelligence britannica stimò la forza degli italiani come una guarnigione di 20-23 000 uomini con 100 cannoni e i rapporti discontinui che parlavano di 6 carri medi e 70 carri leggeri furono considerati esagerati; un serio fallimento per l'Intelligence stessa.
Ad un incontro con Mackay la Vigilia di Natale del 1940, O'Connor ordinò a Mackay di prepararsi ad attaccare Bardia. O'Connor precisò che l'attacco doveva svolgersi attorno ai 23 carri Matilda del 7º Reggimento Reale Carri del tenente colonnello R. M. Jerram. L'attacco avrebbe dovuto coinvolgere solo due brigate, lasciando la terza per una successiva avanzata su Tobruk. Mackay non prese parte all'ottimismo di O'Connor circa la prospettiva di una facile vittoria e continuò a credere che quella di Bardia sarebbe stata una vittoria combattuta che richiedeva un attacco ben pianificato, simile a quello che portò ad aprire una breccia sulla Linea Hindenburg nel 1918. Il piano sviluppato da Mackay, assieme al capo del suo staff, il colonnello Berryman, consisteva in un attacco sul fianco occidentale delle difese di Bardia, da parte della 16ª Brigata di Fanteria del generale Arthur Samuel Allen, sulla congiunzione tra i settori Gerfah e Ponticelli. L'attacco alla congiunzione dei settori avrebbe confuso i difensori. Le difese in quella zona erano meno resistenti rispetto al settore Mereiga, il terreno favoriva l'uso dei Matilda e vi era una buona visibilità per gli osservatori dell'artiglieria. Vi era anche la possibilità che un attacco lì potesse dividere in due le difese. La 17ª Brigata di Fanteria del generale Stanley Savige avrebbe quindi sfruttato la breccia nelle difese nella seconda fase. La maggior parte dell'artiglieria, raggruppata nel "Frew Group" sotto il comando del tenente colonnello britannico J. H. Frowen, avrebbe supportato la 16ª Brigata; la 17ª Brigata invece fu supportata dal 2º Reggimento da Campo. La densità di pezzi d'artiglieria - 96 cannoni per un attacco ad un fronte di 750 m - era comparabile alla battaglia di Cambrai-San Quintino, dove 360 cannoni supportarono un attacco ad un fronte di 6,5 km. Mackay insistette perché i cannoni sparassero 125 raffiche e ottenne un posticipo dell'attacco fino al 3 gennaio per avere il tempo di far arrivare abbastanza munizioni.
Molto dipendeva dall'abilità della Western Desert Force di far giungere carburante, acqua e munizioni. L'Assistente Generale e Quartiermastro Generale della 6ª Divisione, il colonnello George Alan Vasey dichiarò: "Questa è una guerra a quartiermastri." I veicoli italiani e il carburante catturati furono usati per trasportare i rifornimenti dove possibile. Il 12 dicembre, una compagnia di Trasporto Meccanico di Riserva fu equipaggiata con 80 camion diesel catturati a Sidi Barrani. Essi si unirono, il 15 dicembre, ad altri 50 camion provenienti dalla Palestina. Tuttavia, i britannici avevano poca familiarità con i motori diesel e la mancanza di pezzi di ricambio, la scarsa manutenzione e le dure condizioni del deserto, danneggiarono i motori, rendendone molti inutilizzabili. Per la fine di dicembre la forza di veicoli della Western Desert Force era ad appena il 40% della sua reale potenzialità.
I rifornimenti furono stoccati in otto depositi da campo a Sollum, dove un molo fu costruito dai Royal Engineers, il Genio militare britannico. Le truppe della 16ª Brigata di Fanteria cominciarono i lavori al porto il 18 dicembre. Esse furono raggiunte ben presto da compagnie di genieri del Reggimento Cyprus e da un distaccamento di genieri del Reggimento Palestine. I rifornimenti furono portati nei depositi dalla 4ª Compagnia da Trasporto Meccanico neozelandese.
Il porto fu soggetto al bombardamento a lungo raggio da cannoni medi presenti a Bardia, chiamato dagli australiani "Bardia Bill" ("Bollettino Bardia"), e agli attacchi aerei italiani. Soltanto una batteria antiaerea fu posizionata a Sollum. Un attacco aereo, la Vigilia di Natale, uccise o ferì 60 tra neozelandesi e ciprioti. Senza una reale rete di controllo, l'intercettazione era molto difficile. Tuttavia, il 26 dicembre, 8 Gloster Gladiator dello Squadrone N.º 3 identificarono ed attaccarono 10 bombardieri Savoia-Marchetti S.M.79, scortati da 24 caccia biplani Fiat C.R.42, sopra il Golfo di Sollum. Gli australiani affermarono di aver abbattuto due caccia, subendo solo il danneggiamento di tre Gladiator.
Il 23 dicembre, la nave Myriel giunse a Sollum con 3 000 tonnellate d'acqua, mentre il monitore HMS Terror ne portò altre 200 tonnellate. L'acqua fu portata agli stoccaggi a Forte Capuzzo. Si cercò quindi di immagazzinare negli 8 depositi rifornimenti e carburante per sette giorni e munizioni per 500 round di fuoco d'artiglieria. L'immagazzinamento fu completato nonostante i raid aerei italiani e le tempeste di sabbia. Gli ultimi stoccaggi furono fatti per tentare di sopperire alla mancanze nell'equipaggiamento della 6ª Divisione. Negli ultimi giorni prima della battaglia, giunsero altri 95 veicoli, di cui 80 furono assegnati al trasporto di munizioni. Una consegna di 11 500 abiti in pelle senza maniche furono distribuiti ai soldati per proteggersi contro il freddo e il filo spinato, oltre a 350 set di tronchesi catturate agli italiani. La 17ª Brigata di Fanteria ricevette mortai da 3 pollici ma senza gli organi di mira. Un ufficiale dovette precipitarsi al Cairo per averli, riuscendo a tornare in tempo. Circa 300 paia di guanti e 9 km di nastro per segnalazione furono distribuiti appena un'ora prima dell'inizio delle manovre, tranne alla 16ª Brigata che dovette strappare e usare i panni per pulire i fucili.

## Battaglia

### Operazioni aeronavali

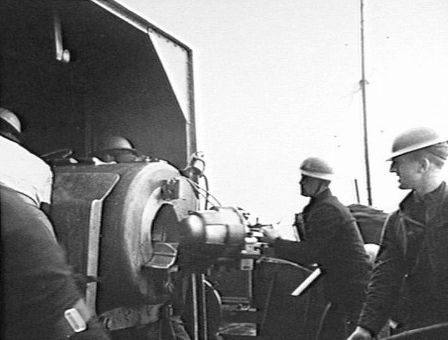
Cannonieri della HMS Ladybird mentre bombardano Bardia prima dell'assalto, il 2 gennaio 1941.

Diversi raid aerei britannici su Bardia, in dicembre, tentarono di convincere la guarnigione a ritirarsi. Quando fu chiaro che gli italiani avevano intenzione di restare e combattere, i bombardieri cambiarono gradualmente i propri obiettivi, colpendo gli aeroporti di Tobruk, Derna e Benina, vicina a Bengasi. I raid su Badia ripresero poco tempo prima dell'assalto, con 100 bombardamenti sulla cittadina tra il 31 dicembre 1940 e il 2 gennaio 1941, culminando, la notte tra il 2 e il 3 gennaio, con un pesante bombardamento dei Vickers Wellington dello Squadrone N.º 70 e dei Bristol Bombay dello Squadrone N.º 216 della RAF. I Lysander dello Squadrone N.º 208 diressero il fuoco d'artiglieria mentre gli aerei da caccia degli Squadrone N.º 33, N.º 73 e N.º 274 pattugliavano i cieli tra Tobruk e Bardia stessa.
La mattina del 3 gennaio, alle HMS Warspite, Valiant, Barham (tutte della Classe Queen Elizabeth) e ai loro cacciatorpediniere di scorta fu dato ordine di iniziare il bombardamento navale. La portaerei HMS Illustrious fornì i suoi aerei come osservatori e come copertura. Le navi da battaglia si ritirarono dopo aver sparato 244 proiettili da 380 mm, 270 da 150 mm e altri 240 da 110 mm, lasciando spazio alla HMS Terror e alle HMS Ladybird, Aphis e Gnat (queste ultime cannoniere Classe Insect), che continuarono a sparare per tutta la durata della battaglia. Ad un certo punto degli scontri, il fuoco della HMS Terror causò il tutt'oggi presente precipizio vicino alla cittadina, per permettere alla fanteria di prendere d'assalto le posizioni italiane.

### Sfondamento
Le truppe d'assalto si svegliarono presto il 3 gennaio 1941, fecero colazione e bevvero del rum. Le compagnie in avanguardia cominciarono a muoversi alle ore 04:16. L'artiglieria cominciò il bombardamento alle 05:30. Mentre attraversava la prima linea difensiva, il 1º Battaglione di Fanteria, comandato dal tenente colonnello Kenneth Eather, finì sotto il fuoco dell'artiglieria e dei mortai italiani. Il plotone leader avanzò accompagnato dai genieri della 1ª Compagnia da Campo equipaggiati con siluri bangalore, carichi di ammonal, mentre l'artiglieria italiana cominciava ad aprire il fuoco, colpendo soprattutto il terreno alle loro spalle. Un proiettile d'artiglieria italiano esplose nei pressi del plotone facendo detonare uno dei bangalore, uccidendo quattro uomini e ferendone altri nove. I bangalore furono fatti scivolare sotto al filo spinato a circa 55 m l'uno dall'altro. Un fischio fu emesso come segnale per far detonare i bangalore ma il fragore delle esplosioni d'artiglieria impedì agli australiani di udire il sibilo del fischietto. Il colonnello Eather cominciò a temere per la missione e ordinò di persona ai genieri vicini di far esplodere i loro bangalore. Queste esplosioni furono sentite e riconosciute dagli altri australiani che seguirono l'esempio del colonnello.
Una volta aperte le brecce nel filo spinato, la fanteria si riversò dietro alle prime difese mentre i genieri si affrettarono a sgomberare la strada dagli ostacoli anticarro con picconi e pale. I soldati avanzarono su una serie di posizioni tenute dal 2º e dal 3º Battaglione del 115º Reggimento di Fanteria italiano. Le postazioni 47 e 49 furono conquistate rapidamente proprio come la postazione 46, poco oltre le prime. In mezz'ora anche la postazione 48 fu catturata mentre un'altra compagnia conquistò la 44 e la 45. Le due compagnie australiane rimanenti avanzarono dietro alle posizioni catturate fino ad allora, oltre un basso muro di pietra, mentre il fuoco d'artiglieria cominciava a cadere lungo il filo spinato aperto dagli australiani stessi. Gli italiani combatterono da dietro il muro mentre gli avversari attaccavano con granate Mills e baionette. Gli australiani avanzarono facendo 400 prigionieri.
Il 2º Battaglione di Fanteria, del tenente colonnello F. O. Chilton, trovò migliore attaccare muovendosi velocemente perché perdere tempo significava restare fermi nel centro del fuoco nemico, che avrebbe causato perdite ulteriori. Le truppe australiane fecero buoni progressi, sei vie d'accesso per i corazzati furono aperte dai genieri tra il filo spinato e la fanteria. Cinque minuti dopo il via libera, i 23 Matilda del 7º Reggimento Reale Carri avanzarono, accompagnati dal 2º Battaglione di Fanteria. Passando lungo le vie, i carri e la fanteria scivolarono alla destra della doppia linee di postazioni.
Alle ore 07:50, il 3º Battaglione di Fanteria del tenente colonnello V. T. England si mosse, accompagnato dai Bren Gun Carrier dello Squadrone A del maggiore Denzil MacArthur-Onslow, 6º Reggimento Cavalleria Commando, giunto appositamente per l'attacco a Bardia. La compagnia del maggiore J. N. Abbot avanzò verso le posizioni italiane e attaccò un gruppo di fortificazioni in pietra, usando bombe a mano. Per le 09:20, tutte le compagnie avevano ottenuto i propri obiettivi ed avevano un collegamento con il 1º Battaglione. Tuttavia, i Bren Gun Carrier trovarono diversi problemi nell'attacco iniziale. Uno fu colpito e distrutto nell'avanzata ed un altro vicino allo uadi Ghereidia. Il 3º Battaglione di Fanteria fu assalito da mezza dozzina di M13/40 che liberarono un gruppo di 500 prigionieri italiani. I carri continuarono l'avanzata verso sud mentre gli equipaggi dei Matilda "si godevano una birra, ignorando i rapporti considerandoli un'esagerazione degli Antipodei". Infine, i carri italiani furono ingaggiati da un plotone anticarro di tre cannoni da 2 libbre montati su dei portee, simili a jeep con cannoni montati sul retro. Il caporale A. A. Pickett distrusse quattro carri prima che il suo portee fosse colpito, provocando la morte di un soldato e il ferimento di Pickett stesso. I sopravvissuti riportarono il cannone in battaglia colpendo un quinto carro armato. Il portee fu colpito nuovamente dal sesto carro, ferendo a morte un altro uomo; l'ultimo carro fu comunque distrutto da un altro cannone da 2 libbre. Per mezzogiorno, 6 000 prigionieri italiani avevano già raggiunto il punto di raccolta alla Postazione 45, scortati da un gruppo sempre crescente di guardie, di cui le compagnie potevano privarsi. Il perimetro italiano era stato sfondato e il tentativo di fermare l'assalto australiano alle difese più esterne era fallito.

### Proseguimento
Il 5º Battaglione di Fanteria, del maggiore H. Wrigley, della 17ª Brigata di Fanteria, del generale Stanley Savige, rinforzato con due compagnie del 7º Battaglione, del tenente colonnello T. G. Walker, ripresero l'avanzata. Il compito del battaglione era liberare il "Triangolo", una zona della mappa creata dall'intersezione di tre binari a nord della postazione 16. La forza di Wringley ebbe un lungo approccio con il nemico e molti dei suoi movimenti furono bersaglio del fuoco d'artiglieria italiana destinato però alla 16ª Brigata.
In attesa del proprio turno, le truppe di Wrigley cercarono riparo nello uadi Scemmas e nei suoi affluenti. Wrigley convocò un incontro finale per il coordinamento per le 10:30 ma alle 10:20 rimase ferito da un proiettile e il suo secondo in comando, il maggiore G. E. Sell conferì al posto suo. All'incontro i ricognitori del 2º Reggimento da Campo riferirono di aver perso contatto con i cannoni e di non poter chiedere il supporto dell'artiglieria. Un comandante di carri britannico riferì inoltre che uno dei suoi carri era stato distrutto e gli altri tre erano a corto di carburante e munizioni. Nessun supporto corazzato poteva quindi essere dato finché questi non avessero ricevuto rifornimenti. Sell decise, in ogni caso, che l'attacco doveva essere portato a termine senza aiuto da altre unità.
Lo sbarramento d'artiglieria cessò alle 11:25 e cinque minuti dopo l'avanzata cominciò. Il sole era alto e la Compagnia D del capitano C. H. Smith finì sotto il fuoco delle mitragliatrici e dell'artiglieria, 650 m più a nord-est. In pochi minuti, tutti gli ufficiali della compagnia tranne uno e tutti i suoi sottufficiali erano stati uccisi o feriti. Il capitano W. B. Griffiths, della Compagnia C, fece arretrare la sua compagnia fino allo uadi e richiese ad un distaccamento di mortai da 3 pollici e ad un plotone di mitragliatrici Vickers, del 1º Battaglione, Fucilieri Northumberland, di aprire il fuoco sulle postazioni italiane. Il fuoco di mitragliatrici e mortai risultò efficace e la compagnia di Griffith, più un plotone della Compagnia A, si mosse lungo lo uadi Scemmas, catturando pure 3 000 prigionieri.

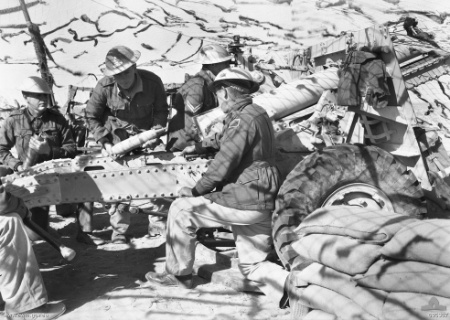
Uomini di un cannone da 25 libbre del 1º Reggimento d'Artiglieria da Campo a Bardia.

Nel frattempo, la Compagnia B, del capitano D. I. A. Green, del 7º Battaglione di Fanteria catturò le postazioni 26, 27 e 24. Dopo che quest'ultima postazione fu catturata, giunsero due carri Matilda in aiuto alla cattura della postazione 22. Quando i prigionieri furono raggruppati, uno di essi sparò a Green, ferendolo a morte, il quale lasciò cadere il suo fucile e uscì dalla fossa sorridendo. Il capitano fu immediatamente portato indietro e sul prigioniero fu scaricata una mitragliatrice Bren. Il tenente C. W. Macfarlane, secondo in comando, dovette impedire che le sue truppe uccidessero i prigionieri con le baionette. L'incidente fu visto anche, a 400 m di distanza, dagli italiani della postazione 25 che si arresero tempestivamente. Con l'aiuto dei Matilda, Macfarlane riuscì a catturare rapidamente le postazioni 20 e 23. A questo punto, un carro finì le munizioni e il fuoco anticarro aveva distrutto i cingoli di un altro carro durante l'attacco alla postazione 20. Nonostante tutto, le postazioni 18 e 21 furono catturate senza il supporto corazzato, usando le tattiche inusuali dell'uso delle granate, del taglio del filo spinato e dell'assalto. Con l'oscurità, Macfarlane tentò di catturare la postazione 16 ma i difensori respinsero i suoi uomini, costringendoli a ritirarsi sulla postazione 18 per la notte.
Dopo aver sentito delle perdite subite dal 5º Battaglione di Fanteria, il maggiore G. H. Brock inviò la Compagnia A, del capitano J. R. Savige, 7º Battaglione di Fanteria, a prendere il Triangolo. Savige chiamò a raccolta i suoi plotoni e con il fuoco di supporto delle mitragliatrici attaccò l'obiettivo, a 2 km e mezzo di distanza. La compagnia catturò otto cannoni da campo, diverse mitragliatrici e circa 200 prigionieri lungo la strada ma le vittime e la necessità di scortare i prigionieri lasciarono la compagnia con appena 45 uomini, alla fine della giornata.
Al 6º Battaglione, del tenente colonnello A. H. L. Godfrey, fu chiesto di "preparare una dimostrazione contro l'angolo sud-ovest del perimetro", tenuto dal 1º Battaglione e dal 3º Battaglione, rispettivamente del 158º e del 157º Reggimento di Fanteria italiani. Invece, in ciò che nella storia militare è considerato uno dei maggiori "esempi di disastro di un ufficiale comandante che voleva lasciare il segno", Godfrey decise di lanciare un attacco, come una defiance alle chiare istruzioni che aveva ricevuto e contro ogni logica militare e buon senso. Anche se mal pianificato ed eseguito, l'attacco di Godfrey riuscì a conquistare la postazione 7 e parte della postazione 9 mentre la 11 resistette caparbiamente.
A sera, il generale Savige giunse alle posizioni del 5º Battaglione di Fanteria per vedere la situazione, che accuratamente valutò come "estremamente confusa; l'attacco è stato stagnante." Savige adottò il piano di Walker per un attacco notturno, che cominciò alle ore 00:30. Macfarlane avanzò sulla postazione 16. Savige inviò un plotone sul fianco per tagliare il filo spinato in silenzio sulla destra mentre egli guidava un altro plotone contro il fronte a nord. Una mitragliatrice Bren aprì il fuoco troppo presto, allertando i difensori, ma gli uomini di Macfarlane furono in grado di conquistare comunque le postazioni. La stessa tattica fu adottata per catturare la postazione R11. A Macfarlane fu ordinato poi di catturare la postazione R9 ma non fu in grado di individuarla nell'oscurità. Le sue truppe tentarono di catturare la postazione all'alba ma i difensori furono allertati e respinsero il nemico con il fuoco pesante. Con l'aiuto di mortai da 2 pollici, il secondo tentativo ebbe successo.
Nel frattempo, la Compagnia D, del capitano G. H. Halliday, avanzò a sud contro la postazione 19. Essa attirò l'attenzione dei difensori con una dimostrazione di un plotone di fronte alla postazione mentre il resto della compagnia aggirava gli italiani e li attaccava alle spalle. La manovra colse i difensori di sorpresa e la Compagnia D catturò la postazione, alle ore 02:30, facendo 73 prigionieri. Halliday ripeté la stessa tattica contro la postazione 14, che fu catturata alle ore 04:00, facendo 64 prigionieri. La cattura delle due postazioni costò agli australiani un morto e sette feriti. Un terzo tentativo contro la postazione 17 fallì: l'attacco precedente aveva allertato la postazione e la Compagnia D finì sotto il pesante fuoco di mitragliatrici e mortai. Una furiosa battaglia fu combattuta finché la postazione non cadde poco prima dell'alba. Altri 103 italiani furono catturati al costo di due australiani morti e nove feriti. Tra le vittime e gli uomini inviati come scorte dei prigionieri, la forza della Compagnia D finì a 46 uomini, cosicché Halliday decise di fermarsi per la notte.
Nonostante i progressi australiani fossero stati ottenuti più lentamente di quelli raggiunti durante la fase di sfondamento, la 17ª Brigata di Fanteria raggiunse risultati notevoli. Altre dieci postazioni, rappresentanti 3 km di perimetro, erano state catturate, la Switch Line era stata sfondata e migliaia di italiani erano stati catturati. Per gli italiani, fermare l'avanzata australiana sarebbe stato un obiettivo immensamente difficile.

### Caduta di Bardia

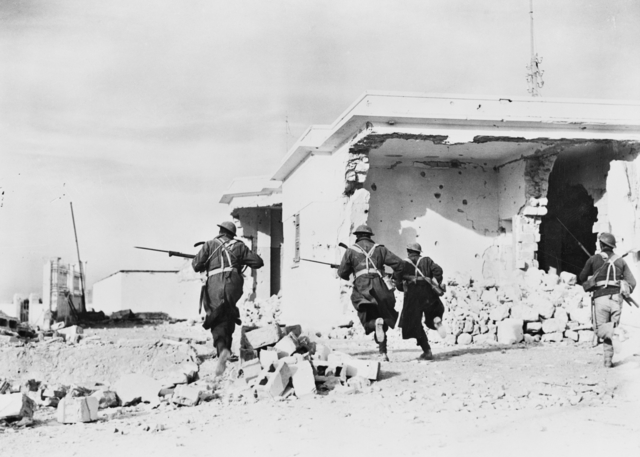
Le truppe australiane entrano a Bardia

Il pomeriggio del 3 gennaio, Berryman si incontrò con Jerram, Frowen e Allen, al Quartier Generale di quest'ultimo alla postazione 40, per discutere sui piani per il giorno seguente. Berryman aveva pianificato che Allen si sarebbe diretto su Bardia e avrebbe diviso in due le difese italiane, supportato dai cannoni di Frowen, tutti i corazzati disponibili, i cannoni Bren di MacArthur-Onslow e l'8º Battaglione di Fanteria, che Mackay aveva messo come riserva. Allen si trovò d'accordo. Nel pomeriggio, il 6º Reggimento di Cavalleria fu spostato indietro come brigata di riserva e il 5º Battaglione sostituì il 2º per permettere a questo di avanzare il giorno seguente. Quella sera, Berryman giunse alla conclusione che se le difese italiane non fossero cadute presto, la 16ª e la 17ª Brigata non sarebbero state in grado di continuare la battaglia e sarebbe stato richiesto anche l'intervento della 19ª Brigata, del generale Horace Robertson. Mackay fu più ottimistico riguardo alla situazione e ricordò a Berryman che i suoi ordini erano di catturare Bardia con solo due brigate. Mentre essi discutevano sul da farsi, O'Connor e Harding giunsero al Quartier Generale della 6ª Divisione e dopo un resoconto O'Connor stesso si trovò d'accordo con il cambiamento dei piani.
Il 1º Battaglione di Fanteria cominciò l'avanzata, come programmato, alle ore 09:00 ma subito il plotone d'avanguardia finì sotto il fuoco delle mitragliatrici pesanti della postazione 54 e l'artiglieria italiana mise fuori gioco il supporto dei mortai australiani. Il 3º Reggimento Reale d'Artiglieria a Cavallo ingaggiò i cannoni italiani e il plotone poté così ritirarsi. Il colonnello Eather allora organizzò un attacco alla postazione 54 per le 13:30, dopo un bombardamento d'artiglieria e mortai. I cannoni italiani furono fatti tacere quando un proiettile esplosivo australiano detonò nei pressi delle loro munizioni. I 66 italiani rimanenti non poterono che arrendersi. Ciò portò ad un collasso generale delle postazioni italiane a nord. Le postazioni 56 e 61 si arresero senza combattere e le postazioni 58, 60, 63 e 65 alzarono bandiera bianca. Al sopraggiungere dell'oscurità, gli uomini di Eather erano avanzati fino alla postazione 69 e solo le quattordici postazioni più settentrionali erano ancora in mano agli italiani del settore Gerfan.
Il 3º Battaglione di Fanteria, del colonnello England, fu supportato dai cannoni del 104º Reggimento Reale d'Artiglieria a Cavallo e da un gruppo del 7º Reggimento Reale Carri. I corazzati arrivarono in ritardo ed England post-pose il suo attacco alle 10:30. Il battaglione finì sotto il fuoco d'artiglieria, la maggior parte da una batteria a nord di Bardia che fu in seguito colpita dal 104º Reggimento. L'avanzata riprese ma i soldati finirono sotto il fuoco di mitragliatrici e di altra artiglieria presso lo uadi el Gerfan. Una sezione di otto uomini, comandata dal caporal maggiore F. W. Squires, fu inviata in ricognizione allo uadi ma attaccò una batteria d'artiglieria e tornò con 500 prigionieri. Allo uadi erano presenti un buon numero di soldati italiani da unità tecniche che, non addestrate al combattimento, si arresero in massa. Una compagnia catturò più di 2 000 prigionieri, inclusi 60 ufficiali.
Il maggiore I. R. Campbell ordinò a MacArthur-Onslow, i cui Bren gun carrier aprivano la strada all'avanzata di England, di catturare Hebs el Harram, il rilievo sovrastante la strada che conduceva a Bardia. Gli uomini di MacArthur-Onslow scoprirono un ospedale italiano con 500 pazienti, inclusi diversi australiani e 3 000 italiani sani. Lasciando una piccola parte dei suoi uomini all'ospedale, sotto il comando del caporale M. H. Vause che parlava un po' d'italiano, MacArthur-Onslow continuò l'avanzata con due mezzi diretto su Hebs el Harram, dove fece più di 1 000 prigionieri. I rimanenti dello squadrone A e i carri continuarono lungo la strada per Bardia, sotto il fuoco intermittente d'artiglieria, seguiti dalla Compagnia C del 3º Battaglione di Fanteria. La colonna entrò in città alle ore 16:00, con i carri che dovettero aprire il fuoco in qualche occasione.
Il 2º Battaglione di Fanteria, supportato da tre carri Matilda e dai cannoni del 7º Reggimento Medio, avanzò dallo uadi Scemmas verso il fronte italiano a sud della zona della città. Dopo qualche ora di scalata, il 2º Battaglione raggiunse la città e attaccò il forte alle ore 16:45. Dentro al forte vi erano due cannoni da 6 pollici, due cannoni da campo e altri cinque cannoni del forte. Tuttavia, i cannoni da 6 pollici erano parte delle difese costiere e non erano utilizzabili per la difesa terrestre - essendo puntati verso il mare. Uno dei carri armati andò diretto verso l'entrata del forte. Gli italiani aprirono il portone e il corazzato entrò facendo prigionieri i 300 uomini della guarnigione. La Compagnia D seguì poi una traccia lasciata da una capra, che la condusse nella bassa Bardia dove furono fatti migliaia di prigionieri, la maggior parte di essi appartenenti ad unità combattenti. Due Bren gun carrier del 5º Battaglione di Fanteria, in un pattugliamento vicino alla costa, fecero altri 1 500 prigionieri. Il capitano N. A. Vickery, un osservatore in avanscoperta del 1º Reggimento da Campo, attaccò una batteria italiana e con il suo Bren gun carrier fece 1 000 prigionieri.
Alla fine del secondo giorno, decine di migliaia di difensori italiani erano stati uccisi o fatti prigionieri. La guarnigione rimanente nei settori Gerfan e Ponticelli fu completamente isolata. Le unità logistiche e amministrative furono sopraffatte dagli australiani. Riconoscendo che la situazione era senza speranza, il generale Bergonzoli e il suo staff partirono a piedi per Tobruk nel pomeriggio, assieme a circa altri 120 uomini. Il generale Giuseppe Tellera, comandante della 10ª Armata, considerò la possibilità di inviare una forza per riconquistare la fortezza di Bardia ma concluse che un'operazione del genere non aveva chance di successo.

### Manovre finali
La mattina del 5 gennaio, la 19ª Brigata di Fanteria lanciò il suo attacco al settore di Meriega, cominciando dalla strada di Bardia e dopo uno sbarramento d'artiglieria verso sud, con il supporto di sei carri Matilda che erano i soli carri armati rimasti in servizio. Gli altri carri erano stati colpiti da proiettili esplosivi, immobilizzati dalle mine o semplicemente si erano danneggiati. Il comandante di compagnia del battaglione in avanguardia, l'11º Battaglione di Fanteria, non ricevette gli ordini finali fino a 45 minuti prima dell'inizio dell'attacco, al punto che la linea del fronte era a circa 5 km dalla sua unità. Di conseguenza, il battaglione giunse in ritardo e l'attacco programmato per due compagnie dovette essere portato a termine da una soltanto: la Compagnia C del capitano Ralph Honner, sebbene avesse i soli sei Matilda a disposizione. Gli uomini di Honner dovettero letteralmente seguire lo sbarramento d'artiglieria e riuscirono a raggiungerlo appena prima che cessasse. Quando avanzarono finirono sotto il fuoco dai fianchi e di fronte a loro ma le perdite furono leggere. La maggior parte delle postazioni si arresero quando la fanteria e i carri giunsero vicini alle postazioni ma questo non ridusse il fuoco proveniente dalle altre. Alle 11:15, la Compagnia C aveva raggiunto la Switch Line e catturato le postazioni R5 ed R7. La compagnia B, seguendola sul fianco sinistro, ripulì lo uadi Meriega, catturando il generale Ruggero Tracchia e il generale Alessandro de Guidi, i comandanti rispettivamente della 62ª e della 63ª Divisione di Fanteria. A questo punto, Honner si fermò per consolidare la posizione e concesse al 4º Battaglione di Fanteria, del tenente colonnello Ivan Dougherty, di passare oltre. Tuttavia, Honner fece prigionieri gli italiani delle postazioni 1, 2 e 3, e i suoi uomini non fermarono l'avanzata.
Nel frattempo, le guarnigioni italiane a nord si arresero alla 16ª Brigata australiana e al gruppo di supporto della 7ª Divisione Corazzata britannica, fuori la fortezza; l'8º Battaglione di Fanteria prese l'area nei pressi dello uadi Meriega; l'11º Battaglione di Fanteria attaccò e catturò la postazione 8. Il plotone con il Bren gun carrier del 6º Battaglione di Fanteria attaccò e catturò la postazione 13 mentre l'11º catturava la 6. L'unica postazione ancora tenuta dagli italiani era la 11. Il 6º Battaglione rinnovò l'attacco con la fanteria all'assalto di fronte e i gun carrier da dietro. Essi si unirono ai Matilda nei pressi della postazione 6. A questo punto il comandante della postazione italiana, ferito nella battaglia, decise di abbassare la sua bandiera e di alzarne una bianca. Circa 350 italiani si arresero alla postazione 11. In essa gli australiani trovarono 2 cannoni da campo, 6 cannoni anticarro, 12 mitragliatrici pesanti, 27 mitragliatrici leggere e 2 mortai da 3 pollici. Godfrey cercò il comandante italiano, il quale aveva ricevuto la Military Cross britannica durante la prima guerra mondiale, e gli strinse la mano. "Su un campo di battaglia dove le truppe italiane ottennero poco onore," scrisse poi Gavin Long, giornalista e militare australiano, "gli ultimi a cedere appartenevano ad una guarnigione la cui lotta risoluta avrebbe fatto onore a qualsiasi esercito."

## Conseguenze

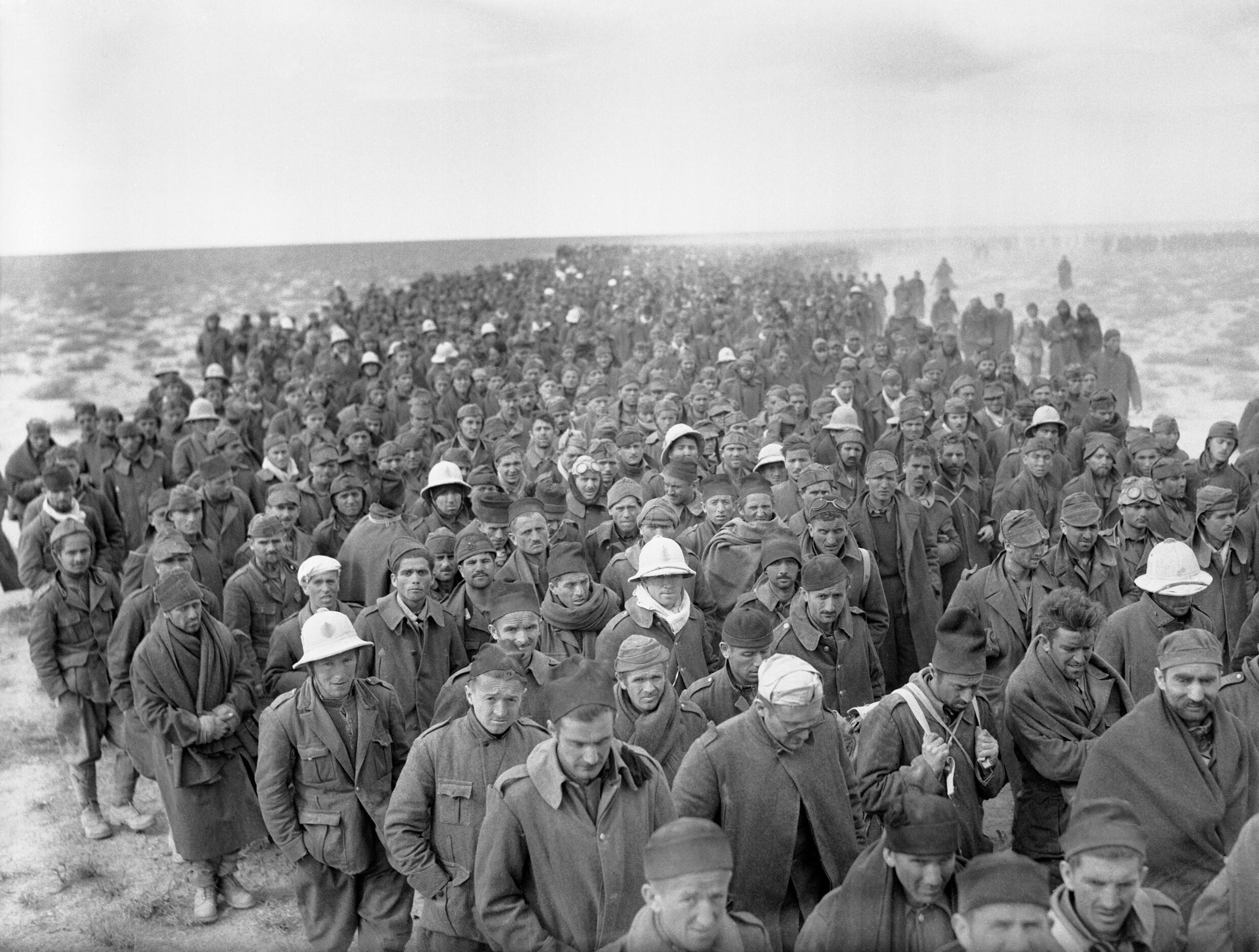
Soldati italiani catturati durante la battaglia di Bardia.

### Vittime
Una stima afferma che circa 36 000 soldati italiani furono catturati a Bardia, mentre 44 ufficiali e 1659 soldati rimasero uccisi mentre 138 ufficiali e 3602 soldati furono feriti. Solo poche migliaia, incluso il generale Bergonzoli e tre dei suoi comandanti di divisione, riuscirono a fuggire a piedi o in nave verso Tobruk. In aggiunta, gli Alleati catturarono 26 cannoni da difesa costiera, 7 cannoni pesanti, 216 cannoni da campo, 146 cannoni anticarro, 12 carri medi, 115 carri leggeri e, forse più importante ancora, 708 veicoli. Le perdite australiane in totale furono di 130 uomini morti e 326 feriti.

### Sviluppi importanti
Bardia non divenne un porto importante e le rotte in mare continuarono a giungere a Salum. Tuttavia, Bardia divenne un'importante fonte d'acqua. Le grandi stazioni di pompaggio che gli italiani avevano installato per servire l'acqua potabile alla città e a Forte Capuzzo furono trovate danneggiate ma furono riparate in breve tempo.

### Risultato delle operazioni
La vittoria a Bardia concesse alle forze alleate di continuare l'avanzata in Libia e infine catturare quasi tutta la Cirenaica. Come prima battaglia della guerra per gli australiani e come prima operazione pianificata interamente da staff australiano, gli accadimenti a Bardia trovarono grande interesse nel pubblico australiano. Dalla madrepatria giunsero messaggi di congratulazioni e il reclutamento nelle forze armate australiane si impennò alla notizia della vittoria. Il corrispondente di guerra australiano John Hetherington riportò: "Uomini che fin dall'infanzia avevano letto e sentito del valore in battaglia della First Australian Imperial Force (la forza di spedizione australiana nella prima guerra mondiale, ndr), che furono reclutati ed addestrati all'ombra della reputazione come soldati dei loro padri, giunsero attraverso il calvario del loro fuoco e costruirono una loro reputazione."
Nei neutrali Stati Uniti, i giornali lodarono la 6ª Divisione australiana. Articoli di elogio apparirono sul The New York Times e sul Washington Times-Herald, che ebbe come titolo di prima pagina "Hardy Wild-Eyed Aussies Called World's Finest Troops" ("Audaci e spiritati australiani chiamati le migliori truppe al mondo"). Un articolo sul Chicago Daily News afferma che gli australiani "nella loro attitudine realista verso le potenze politiche, preferiscono inviare i propri ragazzi a combattere oltremare piuttosto che combattere una battaglia nei sobborghi di Sydney". Anche mentre la battaglia stava infuriando, Wavell ricevette un messaggio dal generale britannico sir John Dill che ricordava l'importanza politica della vittoria negli Stati Uniti, dove il presidente Roosevelt attendeva che il Lend-Lease fosse approvato. Cosa che avvenne finalmente nel marzo 1941.
Mackay scrisse in un diario, il 6 gennaio: "I tedeschi non possono avere possibilità di tenersi fuori dall'Africa." In Germania, il Cancelliere Adolf Hitler non comprendeva ancora l'implicazione militare di perdere la Libia ma era profondamente turbato dal risvolto politico che poteva portare alla caduta di Benito Mussolini. Il 9 gennaio 1941, egli rivelò ai generali della Wehrmacht la sua intenzione di inviare truppe di terra tedesche in Nord Africa, in quella che divenne l'Operazione Sonnenblume (Operazione Girasole). Da allora, le truppe tedesche ebbero un ruolo fondamentale negli scontri nella regione.
All'interno della 6ª Divisione australiana vi furono delle recriminazioni su ciò che venne visto come dei favoritismi di Berryman verso Robertson, un soldato regolare e diplomato al Royal Military College, nel tentativo di dimostrare che gli ufficiali regolari potevano comandare le truppe. Savige sentì, con qualche giustificazione, che alcune delle difficoltà della 17ª Brigata erano state prodotte da Berryman, con un piano di battaglia differente da quello prestabilito. In molti modi, la 6ª Divisione fu fortunata di aver ideato un tipo di battaglia "fatto a pezzi", lo stesso tipo che era usato durante l'indottrinamento e l'addestramento nella prima guerra mondiale. Nel contempo, la confidenza e l'esperienza crebbero e i leader e i loro staff ebbero importanti lezioni tattiche da questa battaglia. Lo stesso Gavin Long considerò Bardia "una vittoria per le ricognizioni sfacciate, per l'audacia, più che per l'attenta pianificazione, per uno schema d'artiglieria che sottomise il fuoco nemico nell'esatto momento e per un rapido e continuo assalto di fanteria che creò varchi nelle linee nemiche." Per attribuire un merito a corazzati o artiglieria, egli affermò che era come "rappresentare l'Amleto senza il principe."